# 规范玻色子
规范玻色子是传递基本相互作用的媒介粒子，它们的自旋都为整数，属于玻色子，它们在粒子物理学的标准模型内都是基本粒子。
规范玻色子包括：
- 胶子 - 强相互作用的媒介粒子，自旋为1，有8种
- 光子 - 电磁相互作用的媒介粒子，自旋为1，只有1种
- W 及 Z 玻色子 - 弱相互作用的媒介粒子，自旋为1，有3种
- 引力子 - 引力相互作用的媒介粒子，自旋为2，只有1种

标准模型预言的另外一种玻色子——希格斯粒子，不属于规范玻色子。

## 标准模型的规范玻色子
粒子物理学的标准模型给出了三种标准玻色子：传递电磁相互作用的光子；传递弱相互作用的W及Z玻色子，和传递强相互作用的胶子。 
单个胶子在低能状态下无法存在，因为他们的色荷性质，并且必须服从夸克禁闭。

### 规范玻色子的多样性
在量子化的规范场论中标准玻色子是规范场的量子。因此，规范玻色子的数量和规范场的生成元数量相当。在量子电动力学中，规范场是U(1)；在这一简单情形下，只有一个规范玻色子（光子）。在量子色动力学中，规范场是更复杂的SU(3)，拥有八个生成元，因此对应于八种胶子。在电弱相互作用理论中，SU(2)的三个生成元（大致）对应于W及Z玻色子。

### 带质量的规范玻色子
基于技术上的原因，规范不变性导致规范玻色子在数学上被描述为无质量粒子的场方程。因此在单纯的理论中，规范玻色子应当是无质量的，相互作用应当是长程的。这一观点和弱相互作用是短程力的是实验结果相矛盾，因此需要更深入的理论见解。
根据标准模型，W及Z玻色子通过希格斯机制获得质量。在希格斯机制中，统一的电弱相互作用中四种玻色子（拥有SU(2)×U(1) 对称性）与希格斯场相耦合。根据场的势能形状，希格斯场会导致自发对称性破缺。因此，宇宙中弥散了非零的希格斯真空期望值。非零的真空期望值与电弱相互作用中的三个玻色子（W及Z玻色子）相耦合，给予它们质量；剩下一个玻色子仍然是无质量的（光子）。这一理论同时预言了标量场希格斯粒子的存在；2012年7月4日报道中，实验中观测到了希格斯粒子。

## 後标准模型

### 大统一理论
大统一理论预言新的规范玻色子，称为X及Y玻色子。假想中的X及Y玻色子直接与夸克和轻子相互作用，这会导致重子数守恒的违反，并导致质子衰变。基于对称性破缺，这些玻色子可能会比W及Z玻色子的质量更重。来自超级神冈中微子探测器的数据分析表明，目前暂无证据表明X及Y玻色子的存在。

### 引力子
引力作为第四种相互作用，可能也是由被称为引力子的玻色子传递的。但是实验上尚无证据表明引力子的存在，数学上也没有与量子引力相容的理论，因此我们不知道引力子是否为规范玻色子。广义相对论中的规范不变性，可以由类似的对称性来描述：微分流形不变性，又称广义协变。

### W'及Z'玻色子
W'及Z'玻色子是指假想中的新玻色子（类似于标准模型中的W及Z玻色子命名）。

## 参阅
- 基本相互作用
- 玻色-爱因斯坦统计